# Луций Квинкций Фламинин
Лу́ций Кви́нкций Фламини́н (лат. Lucius Quinctius Flamininus; родился, предположительно, в 230 году до н. э., Рим, Римская республика — умер в 170 году до н. э., там же) — римский военачальник и политический деятель из патрицианского рода Квинкциев, консул 192 года до н. э., брат Тита Квинкция Фламинина. Начал свою карьеру в 201 году до н. э. с эдилитета. В 199 году был претором. Когда его брат получил консульство и командование во Второй Македонской войне, Луций Квинкций стал командующим флотом (198 год). В этом качестве он действовал на побережье Греции: взял Эретрию и Карист, подчинил акарнанов, в 195 году участвовал в войне со спартанским тираном Набисом.
В 192 году до н. э. Луций Квинкций добился консульства благодаря поддержке брата. На этой должности он успешно воевал, по одним данным, с лигурами, по другим — с бойями. В следующем году в качестве легата он принял участие в Антиоховой войне под командованием Мания Ацилия Глабриона. В 184 году до н. э. Фламинин был исключён из сената цензором Марком Порцием Катоном и после этого перестал играть какую-либо роль в римской политике. Он умер в 170 году до н. э.

## Биография

### Происхождение
Луций Квинкций принадлежал к патрицианскому роду Квинкциев. Номен Quinctius образовался от преномена Quintus (Квинт), изначально представлявшего собой простое числительное. Некоторые античные авторы связывают появление Квинкциев в истории Рима со временами Ромула и с началом празднования Луперкалий; согласно Ливию, Квинкции наряду с Сервилиями, Геганиями, Куриациями, Клелиями и Туллиями перебрались в Рим из Альба Лонги при третьем царе — Тулле Гостилии. В Капитолийских фастах представители этого рода регулярно упоминаются, начиная с 471 года до н. э., когда консулом в первый раз (из шести) стал Тит Квинкций Капитолин Барбат.
Единственным источником, рассказывающим о происхождении непосредственно Фламинина, являются фасты, называющие преномены его отца и деда — Тит и Луций соответственно. Об этих двух Квинкциях ничего не известно; существует гипотеза, что Луций-старший был фламином, из-за чего его потомки и получили когномен Фламинин. Согласно родословной таблице, составленной немецким антиковедом Г. Гунделем и основанной во многом на предположениях, консул 208 года до н. э. Тит Квинкций Криспин мог приходиться Фламинину двоюродным братом.
У Луция Квинкция был младший брат Тит, родившийся предположительно в 229 или 228 году до н. э. Таким образом, старший из братьев получил преномен деда, а младший — отца. Вопрос о наличии других братьев и сестёр остаётся открытым. Рождение самого Луция в историографии относят к 230 году до н. э.

### Ранние годы
Первое упоминание Луция Квинкция в источниках относится к 213 году до н. э., когда он был принят в состав жреческой коллегии авгуров на место умершего Публия Фурия Фила. В связи с этим некоторые исследователи оспаривают датировку рождения Луция 230 годом до н. э., считая 17 лет слишком нежным возрастом для авгурата. Г. Гундель называет такой аргумент несущественным и предполагает, что из-за шедшей в эти годы Второй Пунической войны все взрослые мужчины были в действующей армии, а Фламинину должны были помочь влиятельные друзья — Квинт Фабий Максим (впоследствии Кунктатор) и Марк Клавдий Марцелл.
Движение по cursus honorum Луций Квинкций начал в 201 году до н. э., когда закончилась Ганнибалова война. В этот год он был курульным эдилом вместе с Луцием Валерием Флакком. Коллеги организовали пышные Римские игры и «распределили среди граждан множество зерна, привезённого из Африки Публием Сципионом, по четыре асса за меру, заслужив честной и справедливой раздачей всеобщую благодарность». Вероятно, завоёванная таким образом популярность помогла Луцию Квинкцию, как и его коллеге, уже на выборах следующего года добиться претуры.
Тем временем брат Луция Тит, являвшийся в 205—204 годах до н. э., а может быть, и позже, комендантом Тарента с полномочиями пропретора, добился своего избрания в консулы на 198 год до н. э., хотя и не занимал до этого ни одной курульной магистратуры. В историографии нет единого мнения о том, как это могло произойти; возможно, ключевую роль сыграла помощь, оказанная Квинкциям одной из противоборствующих политических группировок — либо сципионовской «партией», либо Фабиями и Марцеллами. В результате Луций оказался ниже по положению, чем его младший брат.

### На Балканах

Юг Балканского полуострова в 200 году до н. э.

Ещё в 200 году до н. э. Рим начал новую войну с Македонией. Тит Квинкций в начале своего консульского года (в марте 198 года до н. э.) получил командование в этой войне и вскоре отправился на Балканы. Несколько позже на театр военных действий отбыл и Луций Квинкций, «которому сенат поручил заботиться о флоте и морском побережье». В ранге легата он заменил либо Гая Ливия Салинатора, либо Луция Апустия Фуллона.
Обогнув Пелопоннес с двумя квинкверемами, Луций Квинкций принял командование над частью римского флота, стоявшей в Пирее. Затем он соединил свои силы с эскадрами Пергама и Родоса, вступивших в войну на стороне Рима, и осадил город Эретрия на Евбее. Местные жители начали переговоры с Атталом Пергамским о сдаче, но римляне внезапным ночным нападением захватили город. Потом им сдался Карист; так силы антимакедонской коалиции овладели «в течение нескольких дней двумя знаменитейшими городами Евбеи».
Далее Луций Квинкций, пергамцы и родоссцы осадили Коринф. Вскоре к ним присоединилось войско Ахейского союза, поменявшего сторону в конфликте. Тем не менее коринфяне и македонский гарнизон города энергично оборонялись; когда префект Филокл привёл им на помощь ещё 1500 македонян, стало ясно, что осада бесперспективна. Фламинин дольше всех командиров настаивал на её продолжении, но и он согласился отступить, увидев, что не сможет противостоять врагу в случае вылазки. Римский флот отправился зимовать на Керкиру. Позже, зимой или уже в начале весны 197 года до н. э., Луций с десятью квинкверемами взял на борт брата в Антикире и переправил его в Сикион. Братья вместе отправились в Арголиду на переговоры с Атталом и ахейским стратегом Никостратом, а затем встретились с тираном Спарты Набисом.
Весной 197 года до н. э. сенат продлил полномочия братьев Квинкциев на Балканах: Тита на суше, а Луция на море. Задачей Луция в этой кампании стало подчинение Акарнании — единственной области Греции, всё ещё поддерживавшей македонян. Он добился созыва народного собрания акарнанов в Левкаде и принятия постановления о союзе с Римом. Но позже, когда собрание в Левкаде стало более многолюдным, перевес получили сторонники ориентации на Македонию. Тогда Луций Квинкций осадил город и взял его штурмом. Спустя несколько дней пришло известие о том, что Тит Квинкций одержал полную победу при Киноскефалах, и это заставило всех акарнанов сдаться.
Луций оставался в Греции, как и его брат, до начала 194 года до н. э. В связи с событиями 196 года его не упоминают в источниках, и Г. Гундель только предполагает, что старший из Фламининов присутствовал при заключении мира с Македонией и при объявлении свободы Греции на Истмийских играх. В 195 году Луций принимал участие в войне с Набисом: во главе эскадры в сорок кораблей он установил контроль над побережьем Лаконики и совместно с флотами Пергама и Родоса осадил главную морскую базу тирана, Гитий. Бои за город шли с переменным успехом; только появление Тита Квинкция с 4-тысячным отрядом обеспечило союзникам победу. Затем Луций с частью своих людей участвовал в осаде Спарты и вернулся к кораблям, только когда Набис принял мир на условиях Рима.
При возвращении в Италию (весна 194 года до н. э.) Луций Квинкций руководил перевозкой римской армии из Орика в Брундизий. Поскольку в грандиозном триумфальном шествии его брата сопровождали все войска, участвовавшие в Македонской войне, предполагается, что и Луций тоже был участником этого триумфа.

### Консульство
В 193 году до н. э. Луций Квинкций выдвинул свою кандидатуру в консулы. На выборах развернулась серьёзная борьба. Соискателей-патрициев было в общей сложности трое: Фламинин, Гней Манлий Вульсон и Публий Корнелий Сципион Назика. Последний выступал в связке с Гаем Лелием и пользовался поддержкой своего двоюродного брата Сципиона Африканского. В результате предвыборная кампания превратилась в соперничество двух выдающихся политиков — Сципиона и Тита Квинкция.

Все взоры были устремлены на Квинкция и Корнелия: оба патриция притязали на одно и то же место, за каждого говорила его недавняя воинская слава, и наконец, главное: соперничество разжигалось братьями соискателей — двумя знаменитейшими полководцами своего времени. Публий Сципион стяжал бо́льшую славу — но ей сопутствовала и бо́льшая зависть. Слава Квинкция была более свежей — ведь он справлял триумф в том же году. К тому же Сципион уже десятый год был постоянно у всех на глазах, а пресыщаясь великим человеком, люди уже не так чтят его.
— Тит Ливий. История Рима от основания города, XXXV, 10, 4-6.
В результате Луций Квинкций одержал победу. Ему не помешало даже то, что сенат и консул 193 года до н. э. Луций Корнелий Мерула, занимавшийся организацией голосования, были на стороне Назики. Коллегой Фламинина из плебеев стал Гней Домиций Агенобарб. Сенат назначил в качестве провинции для Луция Цизальпийскую Галлию. О дальнейших событиях рассказывает только Ливий, причём делает это, опираясь на два противоречащих друг другу источника. В одном месте он сообщает, что ещё до прибытия Фламинина в провинцию его предшественник Квинт Минуций Ферм разбил лигуров, и консул двинулся через Лигурию в земли бойев; в другом месте вообще не упоминаются галлы и рассказывается, что Луций воевал с лигурами.
В конце года Луций Квинкций вернулся в Рим, чтобы провести очередные выборы. В них снова участвовал Сципион Назика, который на этот раз добился консульства; вторым победителем по итогам голосования стал Маний Ацилий Глабрион. Затем Фламинин по поручению сената сформировал армию для военных действий в следующем году. Официально о театре военных действий не говорили, но все понимали, что это снова будут Балканы, где высадился правитель Селевкидской державы Антиох III.
Командование в новой войне получил Глабрион. Луций Квинкций стал легатом в его армии, как и ряд других видных политических деятелей: Тит Квинкций Фламинин, представители сципионовской «партии» Тиберий Семпроний Лонг и Луций Корнелий Сципион (впоследствии Азиатский), руководители враждебной политической группировки Луций Валерий Флакк и Марк Порций Катон. Фламинин-старший упоминается в связи с этой войной только один раз, поэтому неизвестно, насколько долго он мог находиться на театре военных действий. Гипотетически, по мнению Г. Гунделя, он мог вернуться в Рим уже по окончании войны в 188 году до н. э., приняв участие в разгроме Антиоха при Фермопилах под командованием Глабриона и при Магнесии под командованием Луция Сципиона.

### Исключение из сената и последние годы
Следующее упоминание Луция Квинкция в источниках относится к 184 году до н. э. В этот год цензорами стали Марк Порций Катон и Луций Валерий Флакк, претендовавшие на эту магистратуру ещё в 189 году, но проигравшие тогда на выборах Титу Фламинину и его союзнику Марку Клавдию Марцеллу. Теперь Катон и Флакк нанесли удар по Квинкциям. Луций Валерий стал принцепсом сената, хотя на это место скорее мог претендовать Тит Фламинин как старейший цензорий (бывший цензор); а Луций Фламинин стал одним из семи нобилей, которых цензоры исключили из сената.
Античные авторы по-разному пишут о формальных основаниях для санкций против Луция Квинкция. Ливий рассказывает, ссылаясь на речь Катона, что Фламинин во время своего консульства взял с собой в Галлию «дорогого развратника», карфагенянина Филиппа. Когда последний пожаловался, что из-за отъезда из Рима не сможет увидеть гладиаторские игры, консул собственноручно убил у него на глазах знатного перебежчика из племени бойев. Валерий Анциат дал другую версию — более смягчённую. В ней вместо Филиппа фигурирует некая «распутница», в которую Луций «был влюблён до беспамятства». Во время пира в Плаценции она сказала, что ни разу не видела, как людям отрубают голову, и очень хотела бы на это посмотреть. Тогда консул приказал привести одного из преступников, ждавших исполнения смертного приговора, и собственноручно обезглавил его топором. Цицерон и Валерий Максим повторяют версию Анциата. Наконец, Плутарх предположил, что Катон «преувеличивает, чтобы усугубить обвинение», и рассказал третий вариант истории: «мальчик-любовник» во время пира пожаловался, что не сможет посмотреть на гладиаторские игры и что всё ещё не видел, как убивают человека. Тогда Луций Квинкций приказал привести осуждённого на смерть преступника, которого тут же обезглавил ликтор.
Катон произнёс речь против Фламинина, которая сохранилась по крайней мере до времён Ливия и которую последний назвал очень резкой. Сохранилась только одна фраза из этой речи, в которой Марк Порций говорит: «Далеко не одно и то же, Филипп, любовь и похоть: откуда приходит одна, туда приходит другая; одна — благо, другая — зло».

В конце речи Катон предлагает Квинкцию в суде доказать свою невиновность, а если это сделать он не готов, то пусть не рассчитывает на снисхождение после того, как в хмельном угаре пролил, развлекаясь, человеческую кровь.
— Тит Ливий. История Рима от основания города, ХХХІХ, 43, 5.
Плутарх утверждает, что братья Квинкции вместе апеллировали к народному собранию, но у историков это сообщение вызывает недоверие, поскольку решения цензоров в Риме не подлежали пересмотру. В обществе не было единодушной поддержки суровых мер Катона. Это показывает случай, рассказанный Плутархом: во время одного театрального представления зрители заметили Луция Квинкция, сидевшего где-то сзади, и начали криками призывать его пересесть; в конце концов консуляры, сидевшие в первом ряду, потеснились и дали ему место.
Больше Луций не упоминается в источниках до самой смерти, датируемой 170 годом до н. э. Таким образом, он пережил младшего брата всего на несколько лет.

## Семья
В источниках о семье Луция Квинкция не сообщается. Г. Гундель предположил, что его сыном был Тит Квинкций Фламинин, консул 150 года до н. э., которого другие историки считают, скорее всего, племянником Луция.

## Оценки
Античные авторы дали личности Луция Квинкция негативные оценки — главным образом, в связи с его исключением из сената. Так, Плутарх, восторгавшийся Титом Квинкцием, пишет, что Луций был совсем не похож на брата, «особенно… своим постыдным пристрастием к удовольствиям и полным презрением к приличиям». Ливий, не знавший, какая версия событий в Галлии более точна, назвал поступок Луция в любом случае чудовищным. Цицерон в трактате «О старости» пишет от лица Катона о «гнусной и… низкой страсти, сочетавшей позор в частной жизни с бесчестием для империя».
В историографии обращают внимание на «образцовые» отношения между Луцием и его братом. В политической жизни Рима Луций никак себя не проявил; он имел заслуги только как флотоводец.